# Liniște și pace
Liniște și pace (poloneză: Spokój) este un film polonez din 1980 regizat de Krzysztof Kieślowski. Rolurile principale au fost interpretate de actorii Jerzy Stuhr, Izabella Olszewska și Jerzy Trela.

## Distribuție
- Jerzy Stuhr - Antek Gralak
- Izabella Olszewska
- Jerzy Trela
- Jan Adamski
- Marian Cebulski
- Edward Dobrzanski
- Ryszard Dreger
- Jerzy Fedorowicz
- Stanislaw Gronkowski
- Elzbieta Karkoszka
- Stanislaw Marczewski
- Stefan Mienicki
- Jan Nizinski
- Ryszard Palik
- Danuta Ruksza
- Janusz Sykutera
- Feliks Szajnert
- Michal Szulkiewicz
- Grzegorz Warchol
- Ferdynand Wójcik
- Michal Zarnecki[5]